# تجاری
فعالیت تجاری یا بازرگانی (به انگلیسی: commercial) به اعمالی اطلاق می‌شود که پول را به گردش درمی‌آورند و به‌صورت تخصصی برای کسب سود و منفعت انجام می‌شوند.
در فعالیت‌های تجاری، کالاها و خدمات بین دو یا چند طرف با هدف کسب سود مبادله می‌شود. نمونه‌هایی از فعالیت‌های تجاری عبارتند از: خرید، فروش، اجاره یا ارائه ارزش اقتصادی مانند کالا، خدمات، اطلاعات و غیره.
تجاری‌سازی یک کالا یا خدمت به معنای معرفی آن به بازار، و شروع یک فعالیت انتفاعی است. یک اختراع یا یک محصول ثبت شده تا زمانی که «تجاری» نشده باشد به عنوان یک نوآوری شناسایی نمی‌شود. 

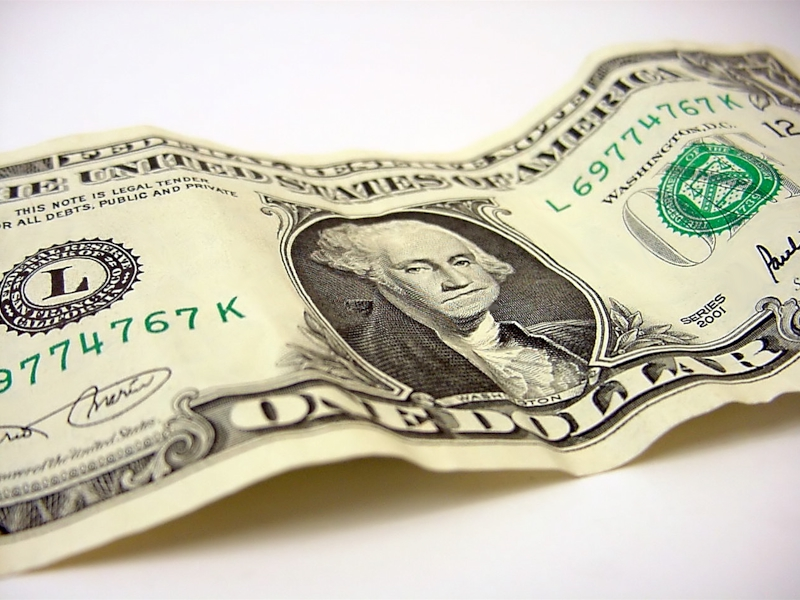
پول نقش اساسی در فعالیت‌های بازرگانی یا تجاری دارد.

## انواع اعمال تجاری
از دیدگاه حقوق بازرگانی و قانون تجارت، اعمال تجاری به فعالیت‌هایی گفته می‌شوند که برای کسب سود و منفعت انجام شده و بر سه قسم هستند که عبارتند از:
- اعمال تجاری ذاتی یا مطلق: این دسته از اعمال تجاری ماهیت تجاری دارند و شخصیت معامله‌گر (بازرگان بودن یا نبودن) تأثیری در ماهیت این اعمال ندارد. این نوع کارها شامل چهار دسته هستند:
  - عملیات تجاری توزیعی : خریداری کالاها از تولید کننده یا عمده فروش  و فروش به مصرف کنندگان .
  - عملیات تجاری تولیدی : تغییر شکل اقلام و عرضه محصول کار به گونه‌ای  که برای عموم یا طبقه خاصی قابل مصرف باشد.
  - عملیات تجاری خدماتی (مانند حمل و نقل کالا):
  - عملیات تجاری کمکی :  عملیاتی که به بازرگانان کمک می‌کند تا کار آنان تسهیل شده و باعث رونق و توسعه تجارت شود مثل عملیات بانکی، بیمه، دلالی، کارگزاری و حق العمل کاری
- اعمال تجاری فرعی: فعالیت‌های تجاری فرعی، اعمالی هستند که ماهیت مدنی دارند، اما به دلیل انجام آن توسط بازرگانان، تجاری تلقی می‌شوند :
  - کلیه معاملات میان بازرگانان و کسبه، صرافی‌ها و بانک‌ها؛
  - کلیه معاملاتی که بازرگانان یا غیربازرگانان برای امور تجاری خود انجام می‌دهند.
  - کلیه معاملاتی که پرسنل و کارکنان بازرگان برای امور تجاری کارفرما خود انجام می‌دهند.
  - کلیه معاملات شرکتهای تجاری.
- اعمال تجاری تشبیهی یا حکمی

فعالیت‌های های تجاری حکمی یا تشبیهی آن دسته از اعمال تجاری هستند که طبق معیارهای پذیرفته شده در مورد اعمال تجاری ذاتی، عمل تجاری تلقی نمی‌شوند؛ اما قانونگذار احکام و آثار معاملات تجاری را با توجه به مصالح برای آنان در نظر گرفته است. معاملات برواتی نمونه‌ای از اعمال تجاری حکمی است.

## کاربردها
واژگان «تجاری» یا بازرگانی در ترکیبات و اصطلاحات گوناگونی به‌کار می روند:
- املاک تجاری – املاکی که برای انواع مختلف بنگاه‌ها استفاده می‌شوند. این اصطلاح در حوزه خرده‌فروشی به کرات استفاده می‌شود، مانند مراکز تجاری
- نام تجاری: نام‌ونشان تجاری یک دارایی بسیار با ارزش برای شرکت‌ها است و جایگاه رقابتی آنها براساس آن تعیین می‌شود.
- شرکت تجاری
- ارتباطات تجاری
- ایده تجاری
- خدمات تجاری
- حقوق بازرگانی – مفاهیم حقوقی مربوط به فعالیتهای تجاری.
- آگهی‌های بازرگانی: پیام‌هایی که به منظور ارتقا فروش محصولات و سودآوری پخش می‌شوند.